# Kapolcs (település)
Kapolcs község Veszprém vármegyében, a Tapolcai járásban. A település Szent István király korától az 1950-es megyerendezésig Zala vármegyéhez tartozott.

## Fekvése
A település a Káli-medence Tájvédelmi Körzetben, a Balaton-felvidéki Eger-patak völgyében (a kapolcsiak a patakot régi magyar szóval Sédnek nevezik) fekszik, Budapesttől 149, Tapolcától 15, Veszprémtől pedig 30 kilométer távolságra a 77-es főút mentén.

### Szomszédos települések
- Vigántpetend, Monostorapáti és Taliándörögd.

## Története
A településen vélhetően már ősemberek is éltek (Kapolcsi Pokol-lik), a falu felett emelkedő Királykő szikla fölötti területen pedig – a helyi legenda szerint – Attila egyik vára állhatott. A település közelében vezetett a Budát az Adriai-tengerrel összekötő Via Magna, a rómaiak egyik nagy hadi útja, ezért valószínű, hogy a környék már lakott volt a rómaiak idejében is. (Erre utalnak a község területén talált római emlékek és sírkő, amelyek a Keszthelyi Múzeumban vannak.) Népvándorláskori arany sírlelet is előkerült az egyik Kossuth Lajos utcai építkezésnél. Ez a lelet a veszprémi Laczkó Dezső Múzeumban található.
A település nevét valószínűleg arról a Kapolcs nevű vezérről kapta, aki a kunok élén 1091-ben betört Erdélybe majd Biharba. Szent László király azonban megállította a kunokat és megölte Kapolcsot. A kor szokása szerint a legyőzöttek egy részét letelepítették, s ők adták falujuknak a Kapolcs nevet.
A település nevét először egy 1092-ben kelt pannonhalmi apátsági levél említi mint Kapulch falut. A Kapolcs név első ízben 1640-ben tűnik fel az iratok közt, addig Copulchoként, Kopulchoként, vagy Capulchként idézték – véglegesen 1846-ban vette fel a Kapolcs nevet.
A reformáció során a lakosság jelentős része lutheránus lett, a gazdagabb réteg meg is maradt annak, míg a szegényebbek, az Esterházy-uradalomban dolgozók, a birtoktalanok római katolikusok maradtak. A községben az iparosok és kereskedők révén zsidó közösség is élt a nyilas uralomig, saját templomuk is volt, amelyet az 1950-es években lebontottak. A községben a vallási felekezetek békében éltek egymással egyetlen incidenst (pogrom kísérlete) leszámítva, amely kívülről, Tapolca városából indult ki. Kapolcson azonban nem történt semmi, mivel a kapolcsi keresztények nem engedték be falujukba az idegen bajkeverőket.

## Gazdaság
A 19. századra a település már 7–800 főt számlált, fejlett kézművesipara révén híressé váltak a kapolcsi fazekasok, tímárok, sörfőzők, gombkötők, csizmadiák, szűrkészítők, vargák, szabók, asztalosok, kályhások, a legfontosabb ágazat azonban a malomipar volt: az Eger-patak vize mentén több malom (lapátkerekes és modernebb vízturbinás) is működött (a teljesség igénye nélkül: Kőszegi-malom, Szaller-malom, Valter-malom, Bíró-malom, Mezriczky-malom (metsző), Ilona-malom). 1948-tól az államosítások és a körzetesítés hatására, az iparát, munkahelyeit, gazdálkodását, hagyományait elvesztett település lélekszáma az elvándorlások következtében folyamatosan csökkent. Ma a legnagyobb gondot a munkanélküliség és a nyugdíjaskorúak nagy száma, a munkahelyek hiánya jelenti.

## Kultúra
A 19. század végén és a 20. század elején a vallási alapon szervezett leány- és legényegyletek Kapolcson is működtek. Bálok és saját maguk által előadott színházi előadások jelentették a faluban a kulturális életet. Ebben az evangélikus ifjúság járt élen.
Az 1950-es években politikai nyomásra a kulturális élet jelentősen visszafejlődött, bár a faluban még rendeztek műkedvelő előadásokat. Népviselet ebben az időben már nem volt látható. Később a népdalkörök országos vetélkedőin részt vettek és szép eredményeket értek el a kapolcsiak.
1989-ben Márta István zeneszerző, színidirektor a falu lakóinak bevonásával megalakította a Kapolcsi Kulturális és Természetvédelmi Egyletet és elindította a Kapolcsi Művészeti Napokat, amely 1995-től Művészetek Völgye néven vált Magyarország egyik leghíresebb összművészeti fesztiváljává. Korábban számos éven át hét, később már inkább csak három település helyszínein (Kapolcs, Vigántpetend, Taliándörögd) tartották a fesztivált, melynek fesztiváligazgatója az ötletgazda Márta István lett.
A Művészetek Völgye fesztivál minden évben július végén, augusztus elején mintegy egy héten át tart. A rendezvények között színházi előadások, komoly-, nép- és világzenei koncertek, irodalmi estek és délutánok, kiállítások és mesterségek bemutatása is szerepel. 2007-ben tizenkilencedik alkalommal rendezték meg, a következő évben, 2008-ban pedig – rendhagyó módon – Bűvészetek Völgye néven került megrendezésre, kapolcsi központtal. 2009-ben a szervezés anyagilag ellehetetlenült, így a korábbiakhoz hasonló, nagy, közös fesztivált nem tartottak a völgy települései, csak Kapolcs rendezte meg július 22. és 26. között kapolcsi völgytalálkozót, avagy a kapolcsi kőlevest. 2010-ben viszont ismét megrendezésre került a Művészetek Völgye, a jubileumi, huszadik alkalommal.
2018-ban a fesztivált július 20. és 29. között tartották.

## Közélete

### Polgármesterei
- 1990–1994: Dezső Sándor (Kapolcsi Kulturális és Természetvédelmi Egylet)[7][8]
- 1994–1998: Horváth Jenő (független)[9]
- 1998–2002: Horváth Jenő (független)[10]
- 2002–2006: Horváth Jenő (független)[11]
- 2006–2010: Göntér Gyula (független)[12]
- 2010–2014: Márvány Gyula Tiborné (független)[13]
- 2014–2018: Göntér Gyula (független)[14]
- 2018–2019: Márvány Péter (független)[15]
- 2019–2024: Márvány Péter (független)[16]
- 2024– : Márvány Péter (független)[1]

A településen 2018. január 7-én időközi polgármester-választást (és képviselő-testületi választást) tartottak, az előző képviselő-testület önfeloszlatása miatt. A választáson a hivatalban lévő polgármester is elindult, de alulmaradt egyetlen kihívójával szemben.

## Népessége
A település népességének változása:
| Lakosok száma | 370  | 369  | 374  | 416  | 350  | 441  | 451  |
|               | 2013 | 2014 | 2015 | 2021 | 2022 | 2023 | 2024 |

A 2011-es népszámlálás során a lakosok 96,3%-a magyarnak, 8,4% cigánynak, 0,3% lengyelnek mondta magát (3,5% nem nyilatkozott; a kettős identitások miatt az végösszeg nagyobb lehet 100%-nál). A vallási megoszlás a következő volt: római katolikus 65,1%, evangélikus 10,7%, református 2,9%, felekezeten kívüli 7,8% (13,5% nem nyilatkozott).
2022-ben a lakosság 88,3%-a vallotta magát magyarnak, 4% cigánynak, 0,3% németnek, 0,3% szlováknak, 0,3% horvátnak, 2,3% egyéb, nem hazai nemzetiségűnek (11,7% nem nyilatkozott; a kettős identitások miatt a végösszeg nagyobb lehet 100%-nál). Vallásuk szerint 43,4% volt római katolikus, 7,1% evangélikus, 2% református, 0,3% görög katolikus, 0,9% egyéb keresztény, 0,6% egyéb katolikus, 14,6% felekezeten kívüli (31,1% nem válaszolt).

## Régi mondások, falucsúfolók a településről
- „Deszkameczcző kapujcsiak”.[20]
- „Kapócson a gólát emeletes verébnek híjják”.[20]

## Képgaléria

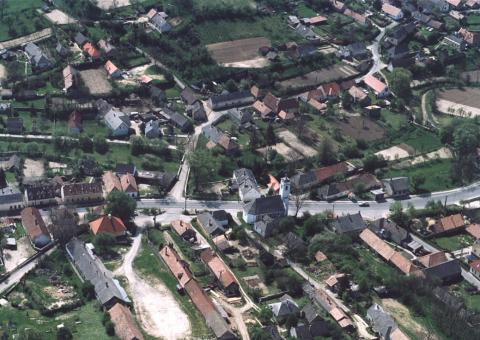
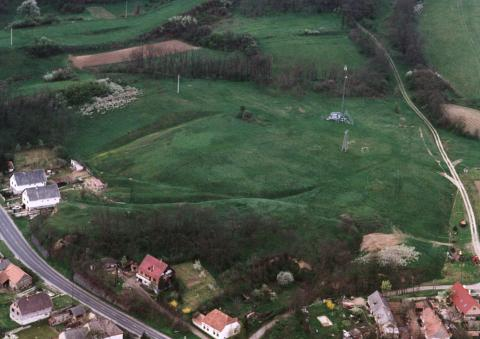
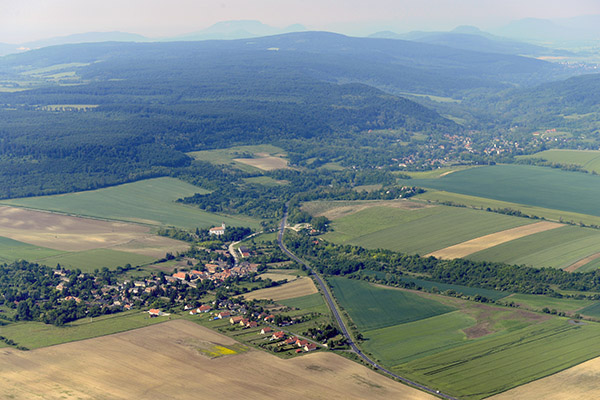
Kapolcs, távlati légi fotó
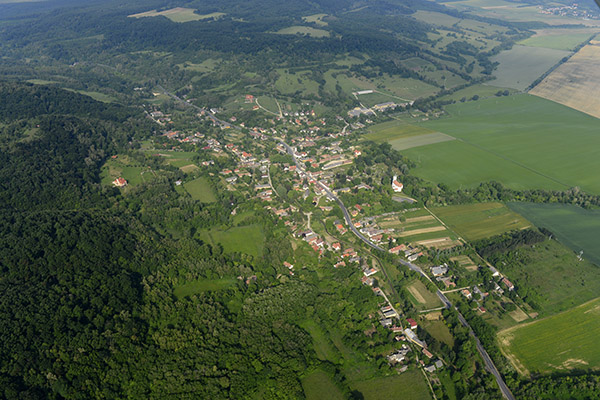
Kapolcs látképe madártávlatból
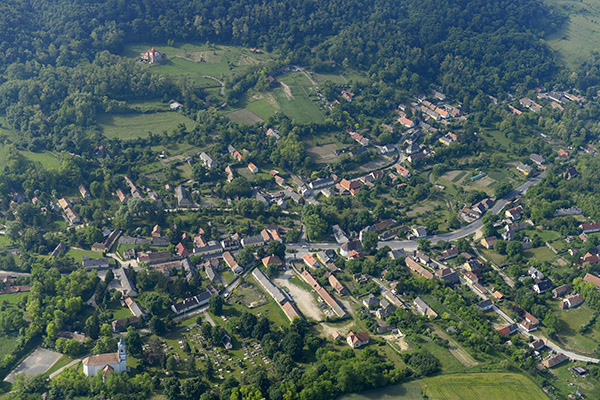
Kapolcs, légi felvétel
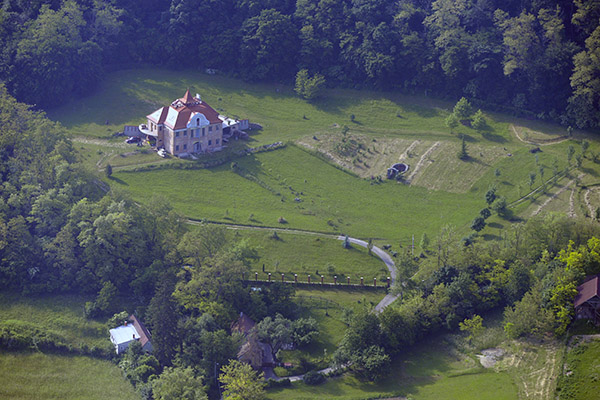
Kapolcs a levegőből
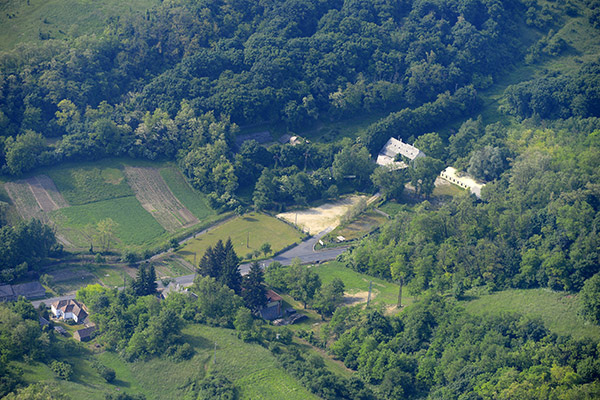
Kapolcs község a magasból
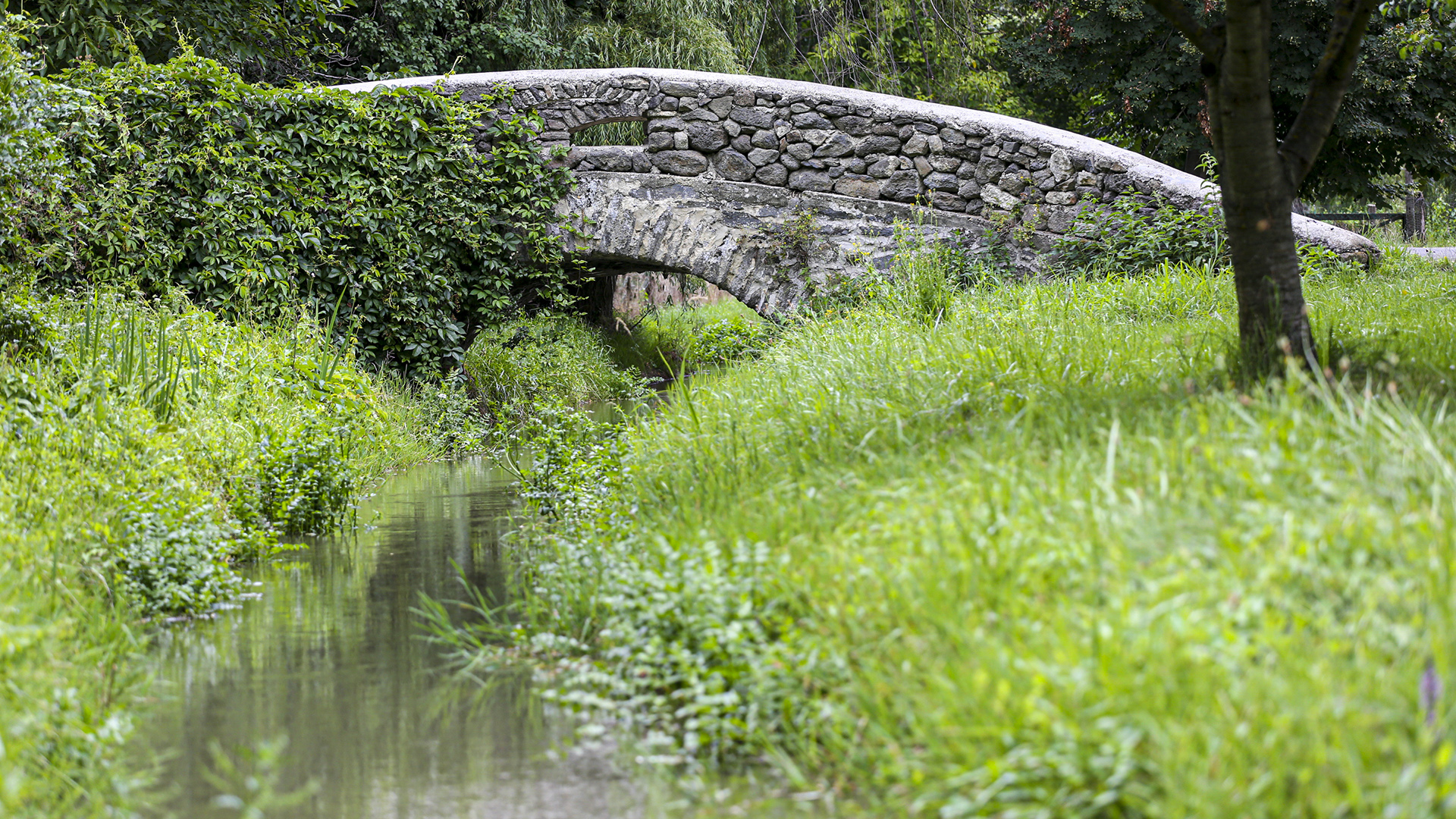
Az Eger-víz (vagy Eger-patak) a kapolcsi Kalapos-hídnál.